# Charkowski Instytut Gospodarki Narodowej
Charkowski Instytut Gospodarki Narodowej (ros.  Харьковский институт народного хозяйства) – radziecka uczelnia ekonomiczna działająca w Charkowie w latach 1920–1930.
Utworzona w wyniku reorganizacji Charkowskiego Instytutu Handlowego. W wyniku reorganizacji w 1930 r. została podzielona na szereg oddzielnych uczelni, w tym Charkowski Inżynieryjny Instytut Ekonomiczny (obecnie Charkowski Narodowy Uniwersytet Ekonomiczny imienia Simona Kuznetsa).